# Streblacanthus
Streblacanthus, maleni biljni rod iz porodice primogovki smješten u podtribus Tetrameriinae, dio tribusa Justicieae, potporodica Acanthoideae. Sastoji se od dvije vrsta iz Srednje i Južne Amerike Rod je opisan u Revisio Generum Plantarum 1: 497. 1891. Tipična je  Streblacanthus monospermus Kuntze .

## Opis
Grmovi. Tropska vrsta S. amoenus odlikuje se namreškanim baršunastim lišćem s ljubičastom donjom stranom i malim svijetloljubičastim cvjetovima na završnim klasovima. Naraste do 240 cm (8 stopa) i pogodna je za uzgoj.

## Vrste
1. Streblacanthus amoenus (Bremek.) T.F.Daniel; Peru; Brazil (Acre)
2. Streblacanthus monospermus Kuntze; Kostarika; Panama

Vrsta Streblacanthus parviflorus Leonard, sinonim je za Schaueria parviflora (Leonard) T.F.Daniel

## Sinonimi
- Sciaphyllum Bremek.; Rec. Trav. Bot. Neerl. 37: 298 (1940)